# Руди Гобер
Руди Гобер Бургарел (фр. Rudy Gobert-Bourgarel; Сен Кентен, 26. јун 1992) француски је кошаркаш. Игра на позицији центра, а тренутно наступа за Минесота тимбервулвсе.

## Успеси

### Репрезентативни
- Олимпијске игре: 
  -  2020, 2024.
- Светско првенство: 
  -  2014, 2019.
- Европско првенство:
  -  2022.
  -  2015.

### Појединачни
- Идеални тим Европског првенства (1): 2022.
- НБА ол-стар меч (3): 2020, 2021, 2022.
- Идеални тим НБА — друга постава (1): 2016/17.
- Идеални тим НБА — трећа постава (3): 2018/19, 2019/20, 2020/21.
- Одбрамбени играч године НБА (4): 2017/18, 2018/19, 2020/21, 2023/24.
- Идеални одбрамбени тим НБА — прва постава (7): 2016/17, 2017/18, 2018/19, 2019/20, 2020/21, 2021/22, 2023/24.
- Идеални одбрамбени тим НБА — друга постава (1): 2024/25.